# Otto Stolz
Otto Stolz (n. 3 iulie 1842, la Hall in Tirol - d. 23 noiembrie 1905, la Innsbruck) a fost un matematician austriac cunoscut pentru lucrările sale în analiză matematică și despre numere infinitezimale.

## Biografie
Otto Stolz s-a născut la 3 iulie 1842 la Hall în Tirol, în provincia Tirol, în Austria. A urmat 3 ani de studii la Gimnaziul Franciscan din localitatea natală, după care, a urmat studiile la Innsbruck din 1860, iar din 1863, la Viena, unde a primit abilitarea în 1867. Doi ani mai târziu, a studiat la Berlin sub îndrumarea lui Karl Weierstrass, Ernst Kummer și Leopold Kronecker, iar în 1871 a participat la o conferință la Göttingen susținută de Alfred Clebsch și Felix Klein (cu care va întreține mai târziu o corespondență), înainte de a se întoarce definitiv la Innsbruck ca profesor de matematici, în iulie 1872, la Universitatea din Innsbruck. Apoi a devenit membru al Academiei Imperiale Austriece de Științe.
Primele lucrări ale lui Otto Stolz au fost de geometrie (care a fost subiectul tezei sale de doctorat). Sub influența lui Weierstrass,el se interesează de analiza reală, și i se atribuie mai multe mici teoreme folositoare în acest domeniu. De exemplu, el demonstrează că o funcție f continuă pe intervalul [a, b] și care verifică inegalitatea f(½(x+y)) ≤ ½(f(x)+f(y)) posedă derivate stânga și dreapta în fiecare punct al intervalului ]a, b[ .
Otto Stolz a murit în 1905, la scurt timp după ce a încheiat studiul despre Einleitung in die Funktionentheorie.
Teorema Stolz-Cesàro îi poartă numele.

## Opera publicată
- Vorlesungen über allgemeine Arithmetik, Leipzig 1885/86 (în română: Conferințe de aritmetică generală).
- Grössen und Zahlen, 1891 (în română: Mărime și numere).
- Leçons nouvelles sur l'analyse infinitésimale et ses applications géométriques[9], serie de cărți, prima parte fiind Principes généraux (în română: Principii generale), a apărut în 1894. A urmat Étude monographique des principales fonctions d'une seule variable (în română: Studiu monografic al principalelor funcții cu o singură variabilă, 1895) și încă două volume.
- Grundzüge der Differential- und Integralrechnung, Leipzig 1893/96 (în română: Fundamente de calcul diferențial și integral).
- Theoretische Arithmetik, 1902, împreună cu discipolul său J. A. Gmeiner (în română: Aritmetica teoretică).
- Einleitung in die Funktionentheorie, Leipzig 1905, împreună cu J. A. Gmeiner. (în română: Introducere în Teoria Funcțiilor).
- Jahresberichte der Deutschen Mathematiker vereinigung, împreună cu J. A. Gmeiner, 1906.
- B.Bolzanos Bedeutung in der Geschichte der Infinitesimalrechnung, Mathematische Annalen Bd.18, 1881 (în română: Importanța lui B. Bolzano în istoria calculului infinitezimal)